# Creative Producer
Der Creative Producer, auch Fiction Producer, ist ein hybrider Filmberuf, in dem die drei traditionell getrennten Sparten Filmproduktionsleitung, Drehbuchentwicklung und Regie zusammenfließen. In der Regel arbeiten Creative Producer für das Fernsehen. In der freien Filmwirtschaft sind sie seltener anzutreffen, da dort aufgrund des höheren Budgets eine klare Differenzierung zwischen den Sparten sinnvoller ist, um die Übersicht zu bewahren.

## Beschreibung des Berufsbildes
Das Aufgabenfeld des Creative Producers ist nicht einfach einzugrenzen, da sie je nach persönlicher Anlage drehbuch-, regie- oder produktionszentriert arbeiten können – allen gemein ist ihr Interesse, neue Filmstoffe ausfindig zu machen, diese aufzubauen und an entsprechende Stellen weiterzuvermitteln. Der Creative Producer ist ein relativ junges berufliches Erscheinungsbild, das sich aus dem Redakteur oder TV-Producer gebildet hat, dessen Übergänge zu erwähnten Berufsbildern nach wie vor fließend und schwierig abzugrenzen sind.

## Geschichte
Als mit dem Aufkommen der Privatsender die Senderbindung von Redakteuren durch die Einflussnahme von Großkonzernen mit verschiedenen Spartenkanälen auf die deutsche Fernsehlandschaft aufbrach, waren Redakteure dazu gezwungen, sich zu emanzipieren und eigene Wege zu gehen. Viele gründeten eigene Produktionsfirmen und begannen senderunabhängig eigenständig Formate zu entwickeln, die sie, Söldnern ähnlich, Sendern oder anderen Filmproduktionsfirmen, die mit TV-Sendern zusammenarbeiten, anboten. „Creative Producing“ ist aufgrund des breiten Spektrums an Aufgaben, das von einer Person abgedeckt werden muss, sehr aufreibend. Daher ist dieser Beruf hauptsächlich nur auf das übersichtliche Spektrum des Mediums TV beschränkt.

## Aufgabenbereich
Der Creative Producer gibt im Vorfeld der Stoffentwicklung Stoffe in Auftrag oder kauft Ideen an, um sie in Zusammenarbeit mit Drehbuchautoren weiterzuentwickeln. Es gibt verschiedene Wege, um aus einem potenziell verwertbaren Stoff ein Drehbuch zu schaffen. Eine Möglichkeit besteht darin, ein Thema von der Idee zum fertigen Buch komplett selbst zu verfolgen und die Kosten selbst zu tragen. Vorteil hiervon ist, die Rechtekette an der Verwertung, die Chain of title, nicht abgeben zu müssen. In der Regel stellt der Creative Producer gute, von ihm schon aufbereitete Ideen potentiellen Produzenten, Lektorat oder Redaktion zum Beispiel von TV-Sendern vor, um Geldgeber zu gewinnen und um den Preis des Verlustes der Verwertungs-Rechte.
Das Vorstellen von Stoffen zur Gewinnung potentieller Geldgeber wird im filmischen Terminus technicus als pitch oder pitching bezeichnet. Hierzu ist anzumerken, dass ein Pitching nicht nur Creative Producern vorbehalten ist, sondern auch anderen Filmschaffenden, um Werbung für ihr Projekt zu machen oder Personal für dieses zu gewinnen. In das Aufgabenfeld der Creative Producers kann auch fallen, Filmideen zur Drehbuch- und Filmförderung einzureichen. Filmförderungen können auch von nachfolgenden Produzenten wie von den Drehbuchautoren selbst angefordert werden. Der Creative Producer muss bei seinem Aufgabenspektrum auch die rechtlichen Anforderungen bezüglich des Copyrights und des Sicherns potenziell wertvoller Stoffe beherrschen, Verträge mit den Beteiligten aushandeln können. Nicht nur die audio-visuelle Umsetzung von Drehbüchern sollte dem Creative Producer liegen, sondern auch das Einschätzen und eventuell auch komplette Budgetieren von Filmproduktionen.
Die kreative Seite seines Berufs, die ihm durch seine Berufsbezeichnung gegeben ist, kann der Creative Producer entsprechend dem vom Produzenten gewährten Spielraum ausleben. Während es für praktisch jeden Handschlag in der Filmproduktion einen fachlichen Ansprechpartner gibt, ist die Aufgabe des Creative Producers die Koordination aller Beteiligten. Während etwa die Finanzen und auch das Controlling dem Filmproduktionsleiter oder dem Filmgeschäftsführer obliegen, ist es dennoch die Aufgabe des Creative Producers, auf aktuelle Veränderungen im Budget zu reagieren, auf die Umsetzung der jeweils geplanten Drehminuten zu achten und auf Probleme, die sich diesbezüglich oder in der Koordination ergeben, entsprechend kreativ zu reagieren.
Obwohl alle Posten in der Filmproduktion klar aufgeteilt sind, ist die Aufgabe des Creative Producers vor allem bei Problemen in jegliche Aufgabengebiete koordinierend und in Zusammenarbeit mit den jeweils Verantwortlichen einzugreifen. Der Creative Producer ist gegenüber dem Produzenten für das Endprodukt verantwortlich. Entsprechend sind seine Aufgabengebiete und möglichst auch Kenntnisse breit gefächert – sowie seine autorisierenden Befugnisse, in Absprache mit der Produktion, relativ allumfassend.

## Ausbildung
Für die Tätigkeit des Creative Producers existiert bislang keine geregelte Ausbildung. Ein abgeschlossenes Studium in Medienbereichen, an Filmhochschule oder Theater bilden gute Voraussetzungen. Um bereits erfahrenen Medienschaffenden die notwendigen Qualifikationen zu vermitteln, wurden außerdem an diversen Filmhochschulen sowie Weiterbildungseinrichtungen verschiedene Angebote entwickelt, die u. a. vorbereiten auf den Abschluss „Producer“, den die IHK Köln und die IHK Berlin anbieten.